# Bertoldo di Giovanni
Bertoldo di Giovanni (né à Florence, entre 1435 et 1440 -  mort à Poggio a Caiano, le 28 décembre 1491) est un sculpteur et un médailleur des débuts de la Renaissance, qui fut l'élève de Donatello et le maître de Michel-Ange après Ghirlandaio.

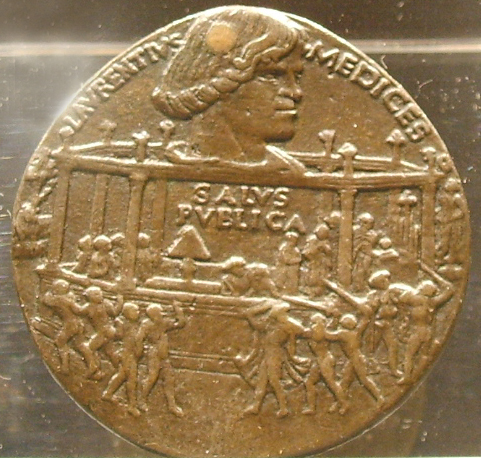
Médaille sur la Conspiration des Pazzi.

## Biographie
Bertoldo di Giovanni est né à Florence. Il se forme auprès de Donatello, avec qui il reste longtemps, collaborant également aux travaux ultérieurs du maître, tels que les chaires de la basilique San Lorenzo (la chaire de la Passion et la chaire de la Résurrection), qu'il termine après son décès en 1466. Très habile dans le travail du bronze, il devint un fin médailleur vers 1469. Il fait notamment des médailles pour l'archevêque de Pise Philippe de Médicis et pour l'empereur Frédéric III de Habsbourg.
Très apprécié de Laurent le Magnifique, qui l'accompagne souvent lors de voyages à la campagne et aux thermes du Bagni di Morba, il crée plusieurs œuvres pour lui, comme des bronzes qui ont été offerts à Hercule Ier d'Este pour son mariage en 1473.
En 1478, après la conspiration des Pazzi, il fait une médaille recto-verso aux effigies de Laurent et de son frère Julien, tué par les conspirateurs. En 1480, il conçoit une médaille pour le Magnifique à l'effigie de Mehmed II  à qui elle est ensuite offerte. En 1483, à Padoue, il participe à un concours de sculptures pour la Basilique Saint-Antoine de Padoue, travail confié plus tard à son ami Bartolomeo Bellano.
Expert en découvertes archéologiques, il est chargé en 1488 de restaurer et de conserver la collection archéologique que le Magnifique a constituée, notamment à Rome, et qu'il a installée dans un jardin près du couvent San Marco. Laurent de Médicis veut alors permettre à de jeunes artistes florentins de fréquenter ce jardin et de pratiquer le modelage sous l'œil vigilant de Bertoldo. Ce dernier dirige et enseigne ainsi la sculpture antique à l'Accademia dei Giardini Medicei de San Marco. C'est ainsi qua naquit la première académie d'art européenne, à laquelle ont participé ceux qui devinrent plus tard les plus grands artistes de la Renaissance : Michel-Ange, Léonard de Vinci, Jacopo Sansovino, Baccio da Montelupo, Giovanni Francesco Rustici, Francesco Granacci, Pietro Torrigiano.

## Apports

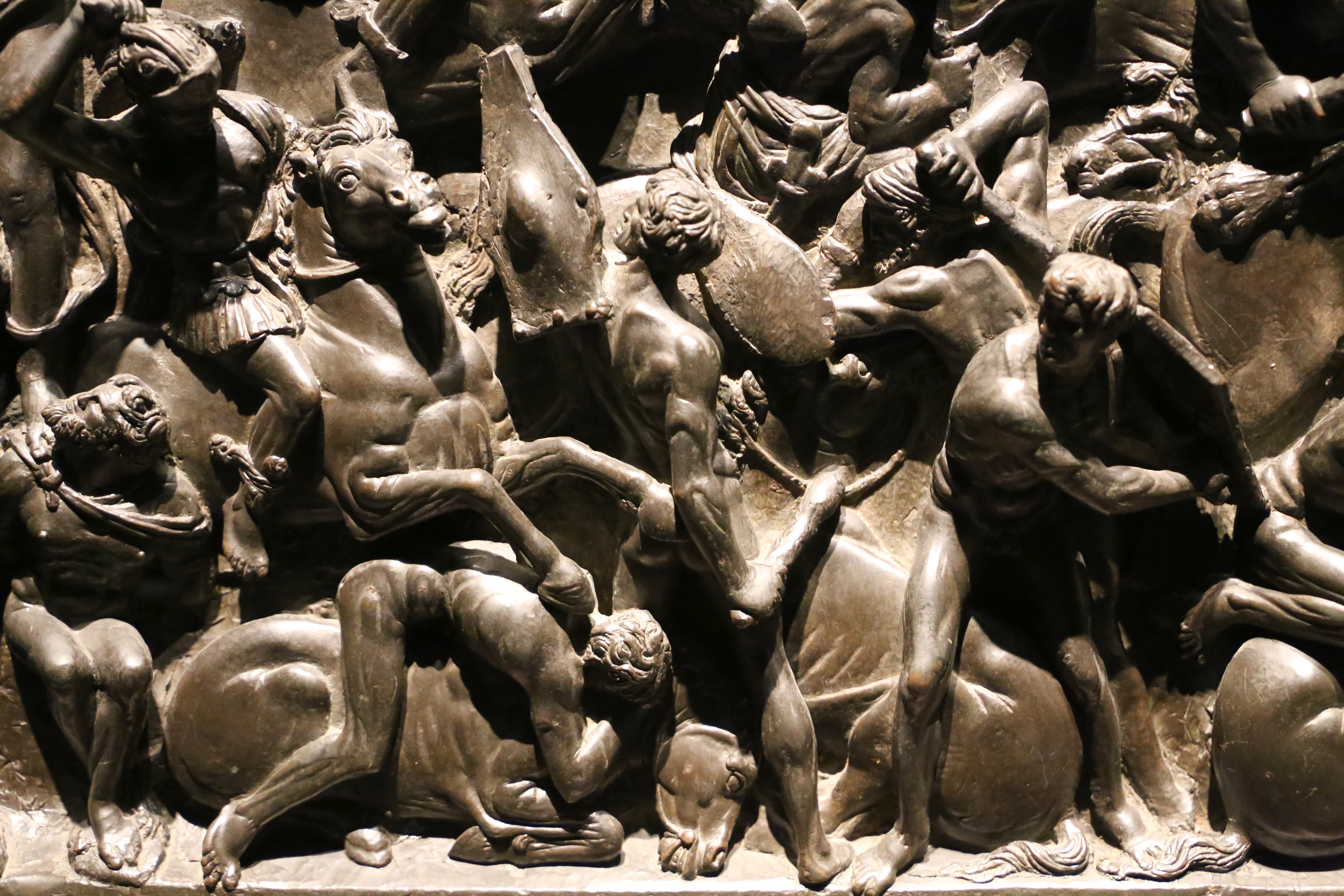
Scène de bataille, vers 1480 ca., musée du Bargello.

Bertoldo di Giovanni a eu le mérite artistique d'élaborer un nouveau type de sculpture, beaucoup plus accessible aux collectionneurs privés, le petit bronze, qui a ensuite été porté à d'excellents niveaux par d'autres artistes, notamment de Padoue, Mantoue et Florence. De Donatello il a très bien appris la technique du « stiacciato », qui consiste à simplement sculpter graduellement en « relief écrasé » les figures, quelquefois sur une épaisseur de seulement quelques millimètres, du premier plan jusqu'à un point de fuite souvent central, afin de donner une grande impression de profondeur et de tridimensionnalité. Les critiques pensent qu'il a enseigné cette technique à Michel-Ange qui l'a utilisée dans plusieurs œuvres, comme la Vierge à l'escalier.
Son œuvre aujourd'hui considérée la plus remarquable est un relief en bronze de 1480 avec la représentation d'une Bataille entre Romains et Barbares, aujourd'hui conservée au Musée national du Bargello, dont Michel-Ange s'est inspiré pour l'une de ses premières œuvres, la Bataille des Centaures (1491).
Bien qu'aujourd'hui considéré comme un« artiste mineur », son étroite collaboration avec Laurent le Magnifique, son expérience et son influence culturelle ont eu une grande importance dans la Florence de la Renaissance, car ils ont rapproché de nombreux jeunes de l'art, qui deviendront plus tard des artistes immortels.

## Œuvres
- Hercule à cheval, bronze, 1473, Modène, Galerie Estense.
- Crucifixion, bronze Florence, Musée national du Bargello.
- Bellerophon et Pégase, bronze, Vienne, Kunsthistorisches Museum.
- Bataille entre Romains et Barbares, 1480, bronze, Florence, Musée National du Bargello.
- Saint Benoît entre deux anges, peinture, Musée Bardini, Florence[2].

- Médaille de l'empereur Frédéric III, 1468.
- Médaille de la conspiration Pazzi, 1478.

### Sources
- (de) Cet article est partiellement ou en totalité issu de l’article de Wikipédia en allemand intitulé « Bertoldo di Giovanni » (voir la liste des auteurs).

- (it) Cet article est partiellement ou en totalité issu de l’article de Wikipédia en italien intitulé « Bertoldo di Giovanni » (voir la liste des auteurs).
- Jan Karel Steppe, Saint Benoît père de l'Occident : Saint Benoît dans les arts plastiques, t. Chapitre 2, Anvers, Fonds Mercator, 1980, 477 p.
- Jane Turner (a cura di), The dictionary of art, III, ad vocem, New York, Grove ; London, Macmillan, 1996  (ISBN 1-884446-00-0)